# Anaulacomera
Anaulacomera is een geslacht van rechtvleugeligen uit de familie sabelsprinkhanen (Tettigoniidae). De wetenschappelijke naam van dit geslacht is voor het eerst geldig gepubliceerd in 1873 door Stål.

## Soorten
Het geslacht Anaulacomera omvat de volgende soorten:
- Anaulacomera acutangulata Márquez Mayaudón, 1965
- Anaulacomera albonodulosa Brunner von Wattenwyl, 1891
- Anaulacomera alexanderi Cadena-Castañeda, 2012
- Anaulacomera alfaroi Rehn, 1918
- Anaulacomera angusta Brunner von Wattenwyl, 1891
- Anaulacomera angustifolia Saussure, 1859
- Anaulacomera angustipennis Saussure & Pictet, 1897
- Anaulacomera antillarum Brunner von Wattenwyl, 1893
- Anaulacomera apicidentata Caudell, 1918
- Anaulacomera apolinari Hebard, 1927
- Anaulacomera araujoi Piza, 1970
- Anaulacomera argentina Rehn, 1913
- Anaulacomera asema Hebard, 1927
- Anaulacomera bellator Rehn, 1920
- Anaulacomera bidentata Chopard, 1918
- Anaulacomera biloba Brunner von Wattenwyl, 1878
- Anaulacomera biramosa Brunner von Wattenwyl, 1891
- Anaulacomera bituberculata Brunner von Wattenwyl, 1878
- Anaulacomera boliviana Brunner von Wattenwyl, 1891
- Anaulacomera borgmeieri Piza, 1976
- Anaulacomera bovicula Rehn, 1917
- Anaulacomera brasiliae Piza, 1977
- Anaulacomera brevicauda Brunner von Wattenwyl, 1891
- Anaulacomera brevicollis Brunner von Wattenwyl, 1878
- Anaulacomera caucana Hebard, 1927
- Anaulacomera cercalis Caudell, 1918
- Anaulacomera chelata Brunner von Wattenwyl, 1878
- Anaulacomera chirivii Cadena-Castañeda, 2012
- Anaulacomera clavata Brunner von Wattenwyl, 1891
- Anaulacomera concisa Brunner von Wattenwyl, 1878
- Anaulacomera confusa Piza, 1975
- Anaulacomera cornucervi Brunner von Wattenwyl, 1878
- Anaulacomera crassicerca Márquez Mayaudón, 1965
- Anaulacomera crassidentata Hebard, 1927
- Anaulacomera dama Rehn, 1913
- Anaulacomera darwinii Scudder, 1893
- Anaulacomera davidi Cadena-Castañeda, 2012
- Anaulacomera delineata Brunner von Wattenwyl, 1891
- Anaulacomera dentata Brunner von Wattenwyl, 1878
- Anaulacomera denticauda Saussure & Pictet, 1897
- Anaulacomera didieri Cadena-Castañeda, 2012
- Anaulacomera digitata Rehn, 1905
- Anaulacomera diluta Brunner von Wattenwyl, 1891
- Anaulacomera dimidiata Piza, 1952
- Anaulacomera ecuadorica Hebard, 1924
- Anaulacomera erinifolia Saussure, 1859
- Anaulacomera falcata Giglio-Tos, 1898
- Anaulacomera ferchoi Cadena-Castañeda, 2012
- Anaulacomera festae Giglio-Tos, 1898
- Anaulacomera franciscoi Cadena-Castañeda, 2012
- Anaulacomera furcata Brunner von Wattenwyl, 1878
- Anaulacomera gibbera Hebard, 1927
- Anaulacomera gracilis Brunner von Wattenwyl, 1891
- Anaulacomera harpago Brunner von Wattenwyl, 1878
- Anaulacomera hernandezi Cadena-Castañeda, 2012
- Anaulacomera hirsuta Hebard, 1927
- Anaulacomera horti Piza, 1975
- Anaulacomera impudica Piza, 1952
- Anaulacomera inconspicua Brunner von Wattenwyl, 1878
- Anaulacomera inermis Brunner von Wattenwyl, 1878
- Anaulacomera intermedia Brunner von Wattenwyl, 1878
- Anaulacomera inversa Brunner von Wattenwyl, 1878
- Anaulacomera invisa Hebard, 1927
- Anaulacomera juanchoi Cadena-Castañeda, 2012
- Anaulacomera lanceolata Brunner von Wattenwyl, 1878
- Anaulacomera laticauda Brunner von Wattenwyl, 1878
- Anaulacomera latifolia Brunner von Wattenwyl, 1878
- Anaulacomera lativertex Brunner von Wattenwyl, 1878
- Anaulacomera libidinosa Rehn, 1920
- Anaulacomera lingulata Piza, 1952
- Anaulacomera longicercata Caudell, 1918
- Anaulacomera ludivinae Cadena-Castañeda, 2012
- Anaulacomera maculata Brunner von Wattenwyl, 1878
- Anaulacomera maculicornis Caudell, 1913
- Anaulacomera maculifemora Piza, 1977
- Anaulacomera metropolitana Piza, 1952
- Anaulacomera neofurcifera Otte, 1997
- Anaulacomera nodulosa Stål, 1873
- Anaulacomera oaxacae Hebard, 1932
- Anaulacomera olivacea Brunner von Wattenwyl, 1891
- Anaulacomera ovibos Rehn, 1917
- Anaulacomera parisae Cadena-Castañeda, 2012
- Anaulacomera phaula Hebard, 1927
- Anaulacomera pizai Cadena-Castañeda, 2012
- Anaulacomera poculigera Hebard, 1924
- Anaulacomera pygidialis Piza, 1975
- Anaulacomera quadricercata Piza, 1952
- Anaulacomera recta Brunner von Wattenwyl, 1878
- Anaulacomera recticauda Saussure & Pictet, 1897
- Anaulacomera richteri Cadena-Castañeda, 2012
- Anaulacomera rusa Rehn, 1917
- Anaulacomera sarmientoi Cadena-Castañeda, 2012
- Anaulacomera schunkei Caudell, 1918
- Anaulacomera securifera Brunner von Wattenwyl, 1878
- Anaulacomera simplex Caudell, 1918
- Anaulacomera sororcula Brunner von Wattenwyl, 1891
- Anaulacomera spatulata Hebard, 1927
- Anaulacomera spinata Brunner von Wattenwyl, 1878
- Anaulacomera subinermis Caudell, 1906
- Anaulacomera submaculata Stål, 1861
- Anaulacomera sulcata Brunner von Wattenwyl, 1878
- Anaulacomera surdastra Piza, 1972
- Anaulacomera triangulata Piza, 1952
- Anaulacomera uncinata Hebard, 1927
- Anaulacomera unicolor Brunner von Wattenwyl, 1891
- Anaulacomera unipunctata Scudder, 1875
- Anaulacomera valentinae Cadena-Castañeda, 2012
- Anaulacomera vidua Giglio-Tos, 1898